# Jun Miki
Pour les articles homonymes, voir Miki.
Jun Miki (三木淳, Miki Jun), né le 14 septembre 1919 dans la préfecture d'Okayama sur l'île de Honshū et mort le 22 février 1992 à Tokyo, est un photographe japonais, pionnier du photojournalisme au Japon.
Né en 1919 à Kojima, dans la préfecture d'Okayama, il est le premier photographe japonais à être publié dans Life Magazine, en 1954. 
Le comité de sélection du Salon Nikon créé le prix Miki Jun en 1999 pour honorer sa mémoire.

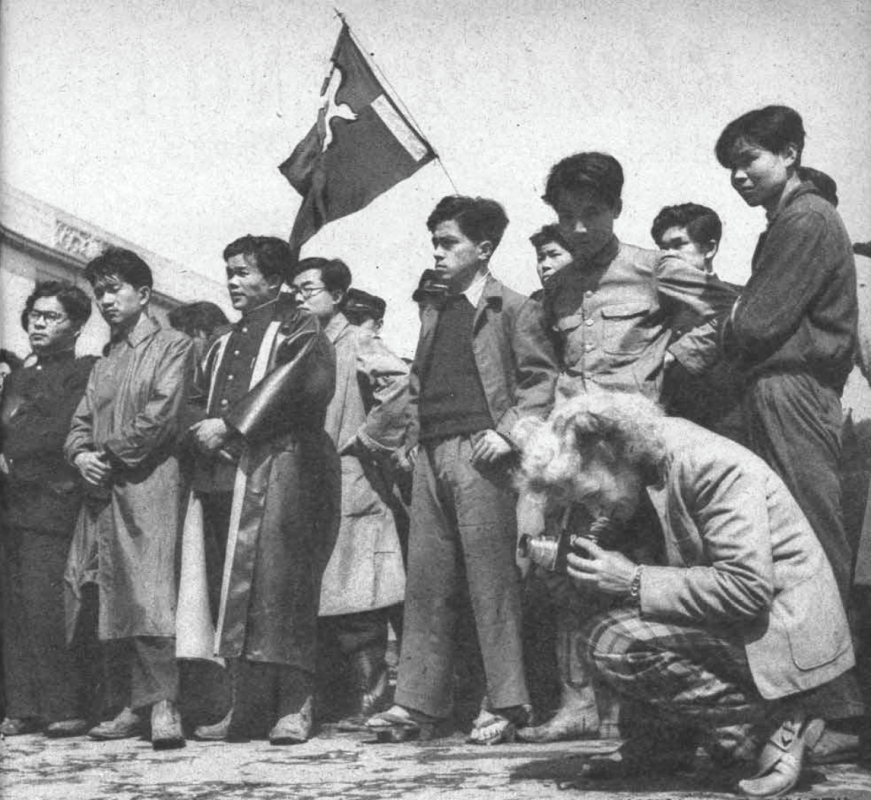
Jun Miki, Margaret Bourke-White prenant une photographie lors des émeutes du 1er mai 1952.

## Livres de photographies
- Samba, samba Brazil, Tokyo, Kenko-Sha, 1967.

## Expositions collectives
- 2001 : Dokyumentarī no jidai: Natori Yōnosuke, Kimura Ihee, Domon Ken, Miki Jun no shashin kara / The Documentary Age. Photographs by Natori Younosuke, Kimura Ihee, Domon Ken, and Miki Jun, Musée métropolitain de la photographie de Tokyo, 2001[2].